# Vážany nad Litavou
Vážany nad Litavou település Csehországban, Vyškovi járásban. Vážany nad Litavou Nížkovice, Slavkov u Brna, Šaratice, Milešovice, Hrušky, Kobeřice u Brna és Křenovice településekkel határos. Lakosainak száma 759 fő (2024. január 1.).

## Népesség
A település lakosságának változását az alábbi diagram mutatja:
| Lakosok száma | 586  | 832  | 953  | 969  | 707  | 685  | 714  | 725  | 741  | 759  |
|               | 1869 | 1900 | 1921 | 1961 | 1980 | 2011 | 2016 | 2019 | 2021 | 2024 |